# Гравенстен
Гравенстен (Gravensteen) је замак у Генту, саграђен у 13. веку у романском стилу. Био је седиште гентских грофова и никада није заузет у рату.